# Könen
Könen ist ein Stadtteil von Konz im Landkreis Trier-Saarburg in Rheinland-Pfalz.

## Geographie
Könen liegt auf der linken Seite der Saar kurz vor deren Mündung in die Mosel. Die Kernstadt Konz ist etwa drei Kilometer entfernt.
Zu Könen gehört auch der Wohnplatz Konzerbrück.
Nachbarorte von Könen sind die Kernstadt Konz im Nordosten und der Stadtteil Filzen im Südosten auf der anderen Seite der Saar, sowie die Ortsgemeinden Tawern im Südwesten und Wasserliesch im Nordwesten.

## Geschichte
Durch archäologische Funde ist belegt, dass im Ortsbereich bereits Kelten und Römer gesiedelt haben. Die erste urkundliche Erwähnung erfolgte im Jahr 980 als Kona. Über Cone und Coene entwickelte sich der Name zu Könen.
Nach der Inbesitznahme des Linken Rheinufers durch französische Revolutionstruppen war der Ort von 1798 bis 1814 Teil der Französischen Republik (bis 1804) und anschließend des Französischen Kaiserreichs. Nach der Niederlage Napoleons kam Könen 1815 aufgrund der auf dem Wiener Kongress getroffenen Vereinbarungen zum Königreich Preußen. Der Ort wurde dem Landkreis Trier im Regierungsbezirk Trier zugeordnet, der 1822 Teil der neu gebildeten Rheinprovinz wurde.
Als Folge des Ersten Weltkriegs gehörte die gesamte Region zum französischen Teil der Alliierten Rheinlandbesetzung. Nach dem Zweiten Weltkrieg gehörte Könen zu den Gemeinden der französischen Besatzungszone, die im Februar 1946 an das Saarland angeschlossen wurden, im Juni 1947 aber auch zu den Orten des Landkreises Saarburg, die wieder zurückgegliedert und Teil des damals neu gebildeten Landes Rheinland-Pfalz wurden.
Am 7. November 1970 wurde im Zuge der Verwaltungsreform in Rheinland-Pfalz die bisher selbständige Gemeinde Könen mit zu diesem Zeitpunkt 1659 Einwohnern in die Stadt Konz eingemeindet.

## Politik

### Ortsbezirk
Könen ist gemäß Hauptsatzung einer von fünf Ortsbezirken der Stadt Konz. Der Ortsbezirk umfasst das Gebiet der ehemaligen Gemeinde. Die Interessen des Ortsbezirks werden durch einen Ortsbeirat und durch einen Ortsvorsteher vertreten.

### Ortsbeirat
Der Ortsbeirat besteht aus fünfzehn Mitgliedern, die bei der Kommunalwahl am 9. Juni 2024 in einer personalisierten Verhältniswahl gewählt wurden, und dem ehrenamtlichen Ortsvorsteher als Vorsitzendem.
Die Sitzverteilung im Ortsbeirat:
| Wahl | SPD | CDU | FW (*) | Gesamt   |
| ---- | --- | --- | ------ | -------- |
| 2024 | 2   | 7   | 6      | 15 Sitze |
| 2019 | 3   | 5   | 7      | 15 Sitze |
| 2014 | 3   | 5   | 7      | 15 Sitze |
| 2009 | 1   | 6   | 8      | 15 Sitze |
| 2004 | 3   | 7   | 5      | 15 Sitze |

### Ortsvorsteher
Erhard Holbach (CDU) wurde am 19. August 2024 Ortsvorsteher von Könen. Bei der Direktwahl am 9. Juni 2024 hatte er sich mit einem Stimmenanteil von 54,6 % gegen den bisherigen Amtsinhaber durchgesetzt.
Holbachs Vorgänger Detlef Müller-Greis (FW) hatte das Amt 2009 übernommen. Zuletzt bei der Direktwahl am 26. Mai 2019 war er mit einem Stimmenanteil von 76,78 % für weitere fünf Jahre in seinem Amt bestätigt worden.

## Kultur und Sehenswürdigkeiten

### Baudenkmäler im Ort
- Pfarrkirche St. Amandus Könen
- Das „Große Haus“ – ehemaliges Pfarrhaus/Weingut
- Synagoge und Jüdischer Friedhof

Siehe auch: Liste der Kulturdenkmäler in Könen

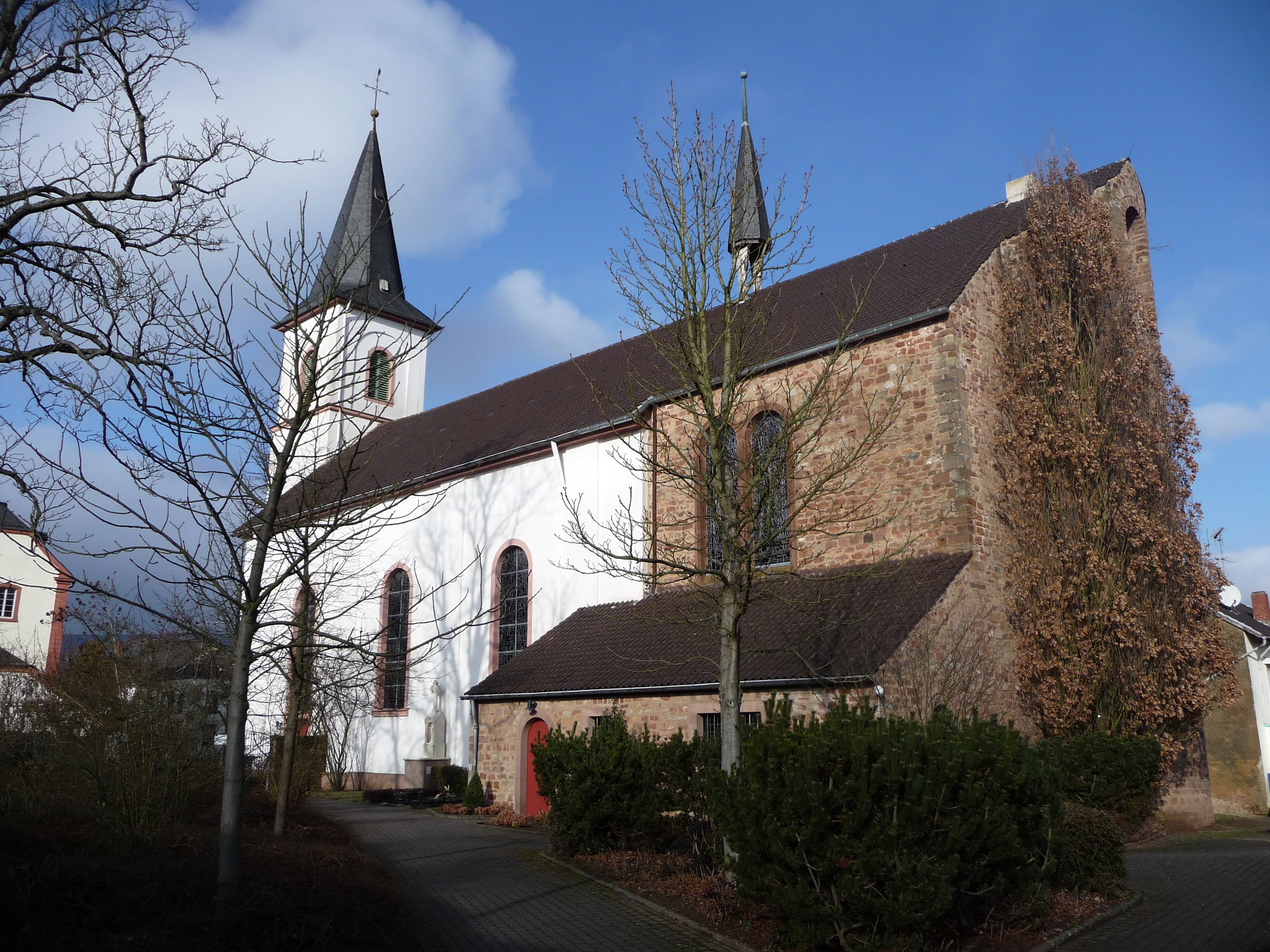
Südwestliche Ansicht der Pfarrkirche St. Amandus
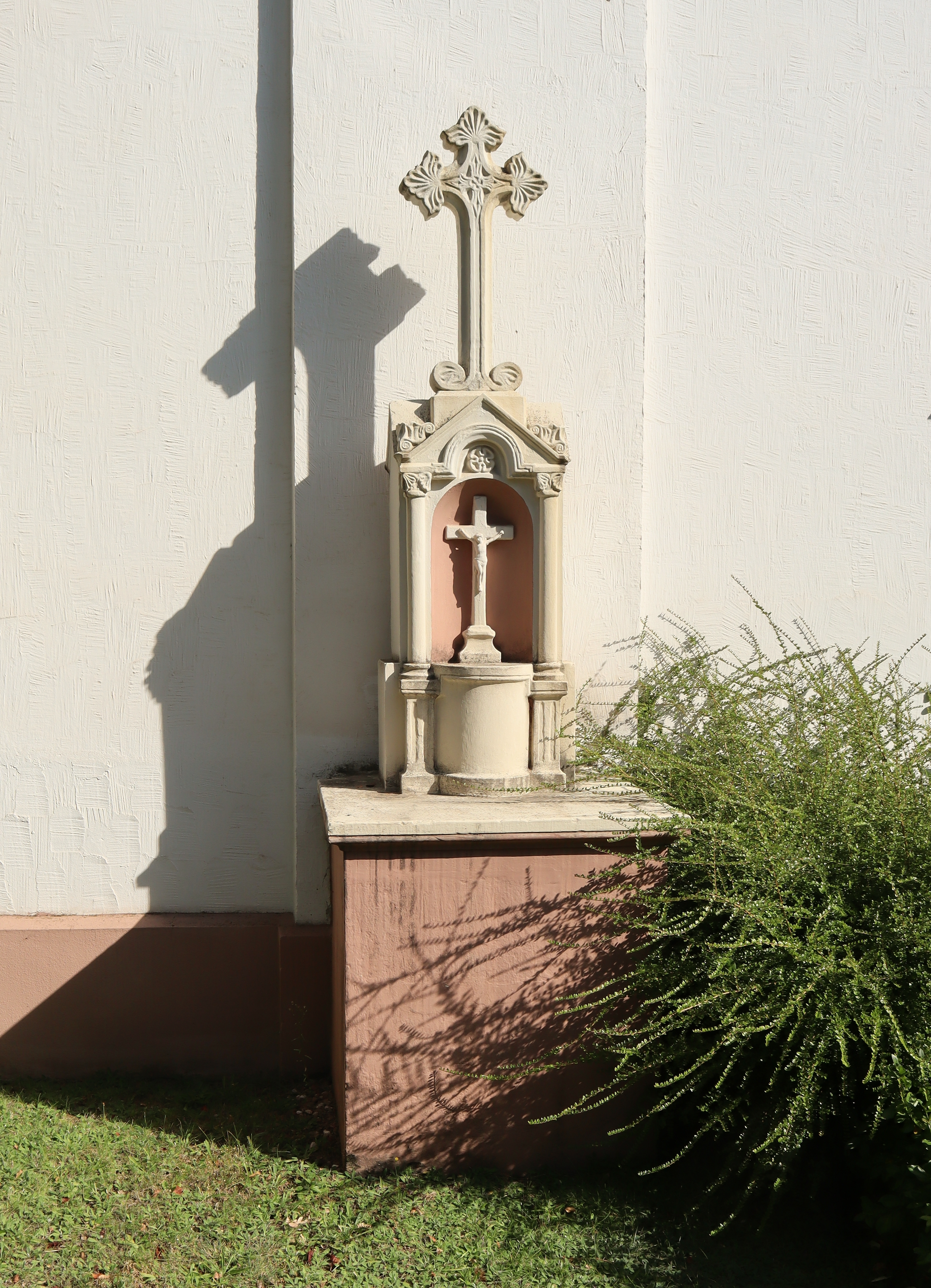
Altarkreuz an der Pfarrkirche St. Amandus
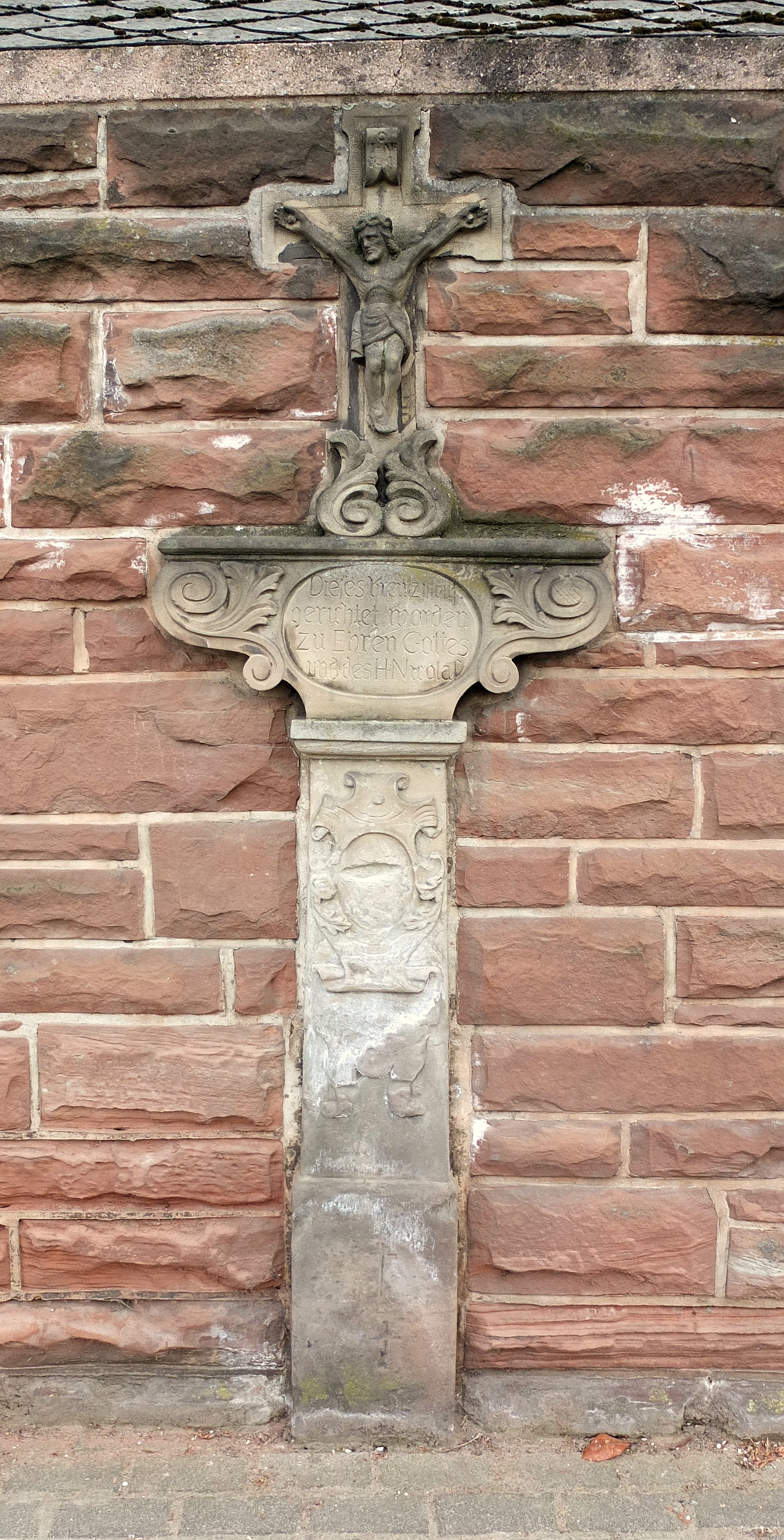
Wegekreuz in der Mauer des „Großen Hauses“
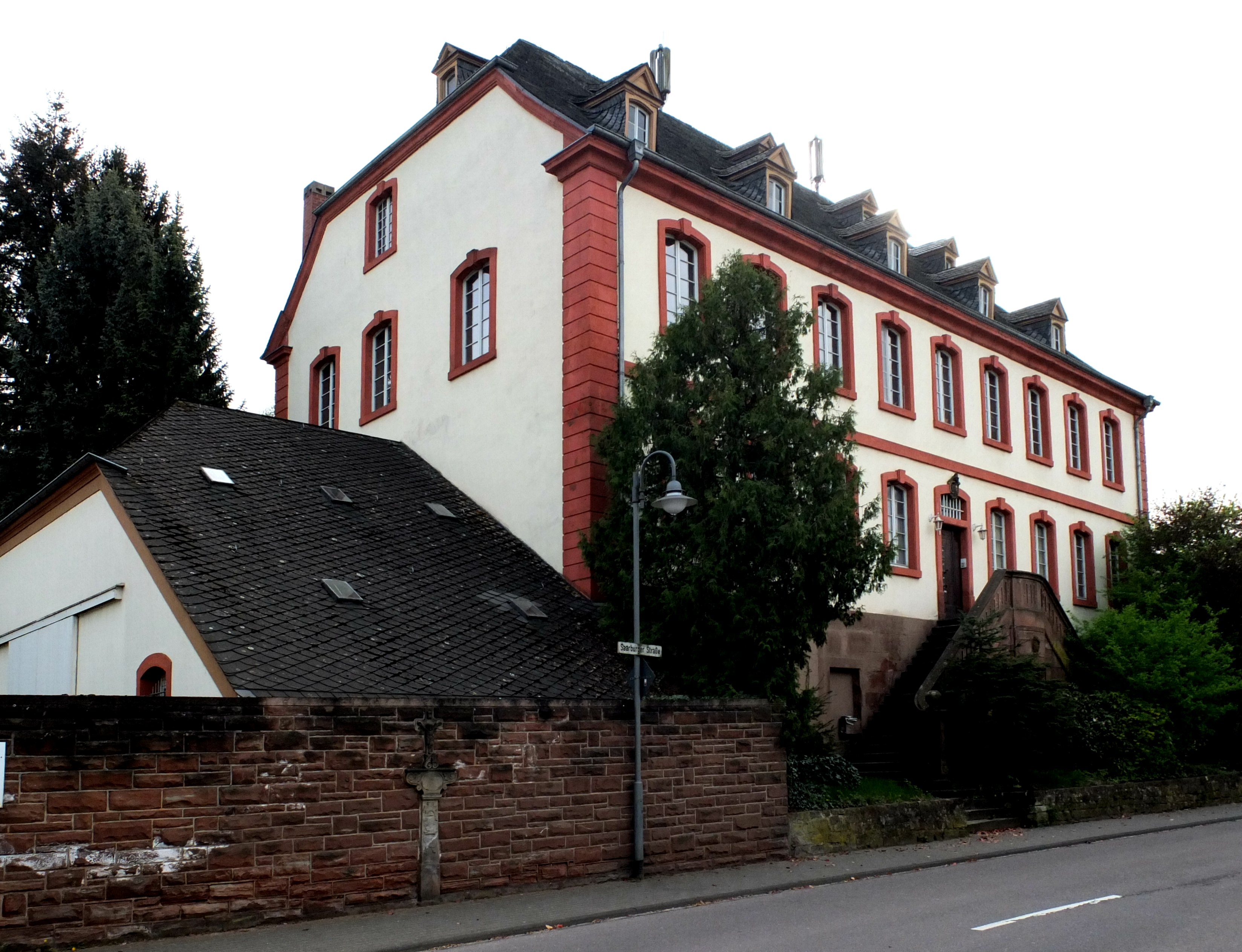
Ansicht des „Großen Hauses“
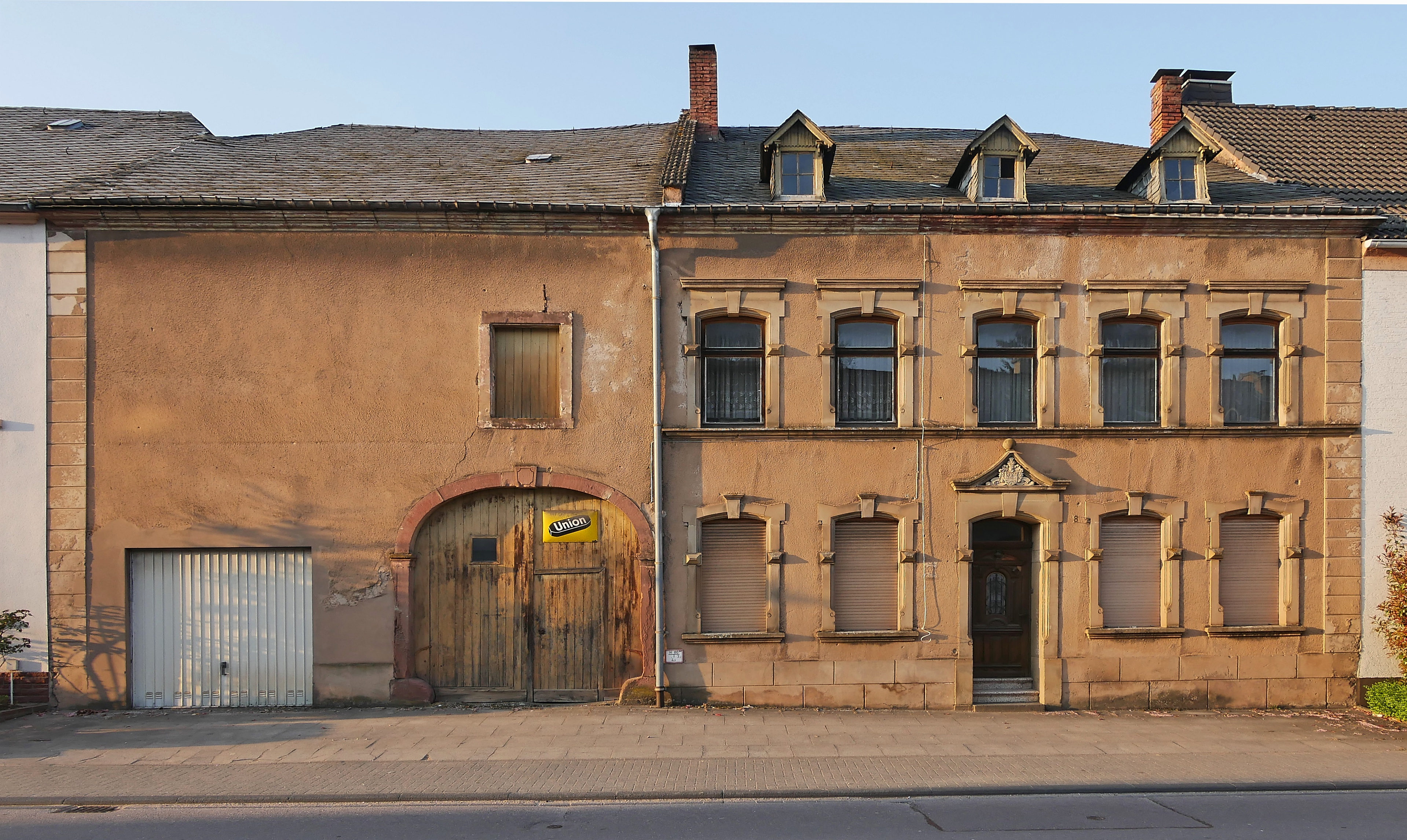
Quereinhaus Ortsmitte

### Skulpturen an der Saar

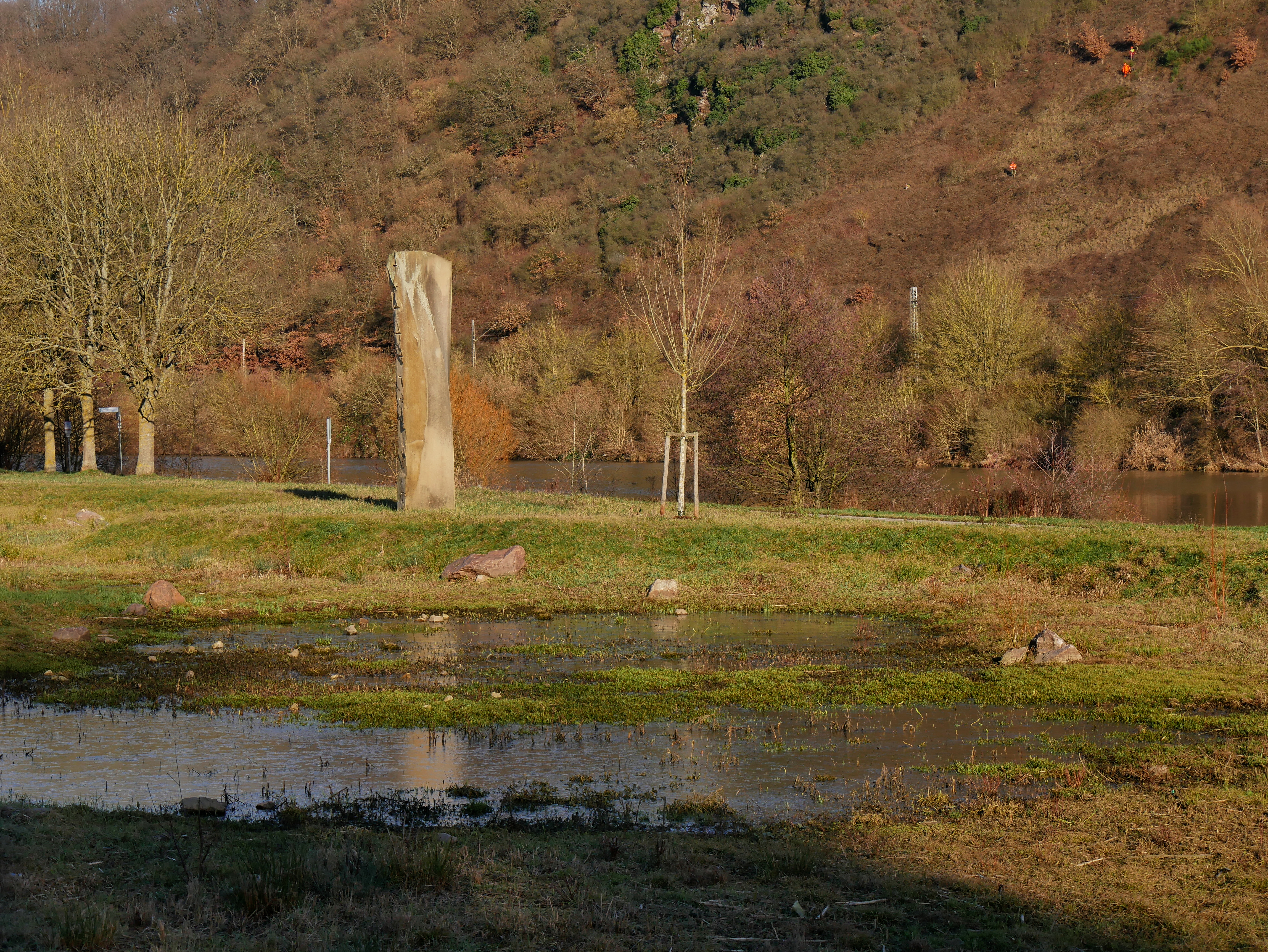
Skulptur Hoher Dreher an der Saar in der Nähe des Sportplatzes

Von den im Rahmen der Bildhauersymposien Steine am Fluss und Skulpturen am Fluss Skulpturen stehen drei dieser auf Könener Flur: Der Hohe Dreher in der Nähe des Sportplatzes, die Archaischen Spuren nahe der Konzerbrück und der Dreieckige Sandstein an der Mündung der Saar in die Mosel.

## Geschichte der Juden
Zu dem Stadtteil Konz-Könen ist im November 2005 ein 258 Seiten umfassendes Buch zur Geschichte der Juden von Könen erschienen. Es informiert sowohl über die Zeit friedlichen Zusammenlebens von Juden und Christen als auch über die Vernichtung der jüdischen Gemeinde Könen in der Zeit des Nationalsozialismus. Personenfotos und Dokumente illustrieren die wechselvolle Geschichte einer recht großen jüdischen Gemeinde. Zeitzeugenberichte zum Schicksal einzelner jüdischer Familien vermitteln, wie die antijüdischen Maßnahmen der Nationalsozialisten von den Opfern erfahren wurden. Herausgegeben wurde das von Willi Körtels verfasste Buch vom Förderverein Synagoge Könen e. V.

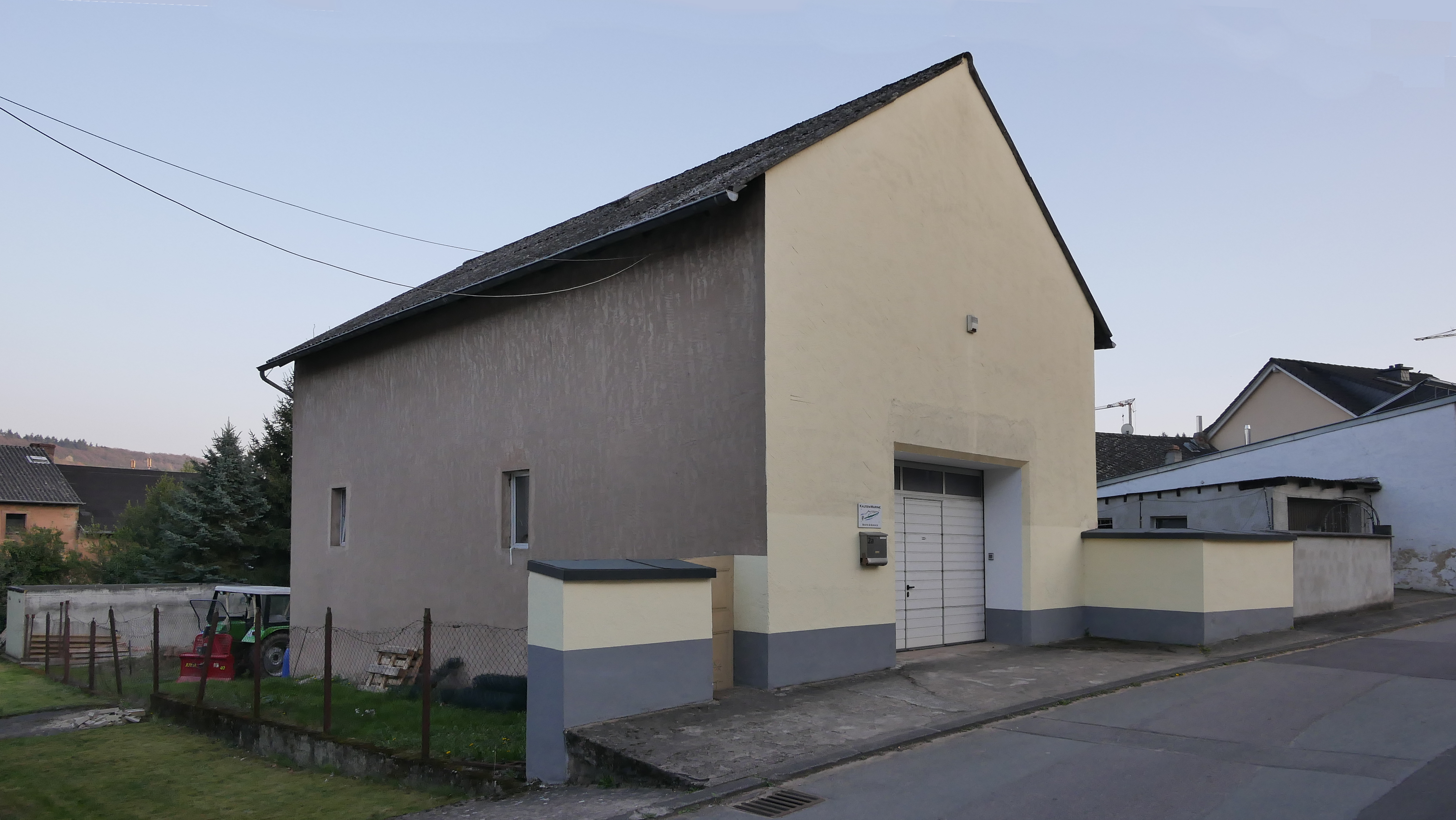
Ehemalige Synagoge
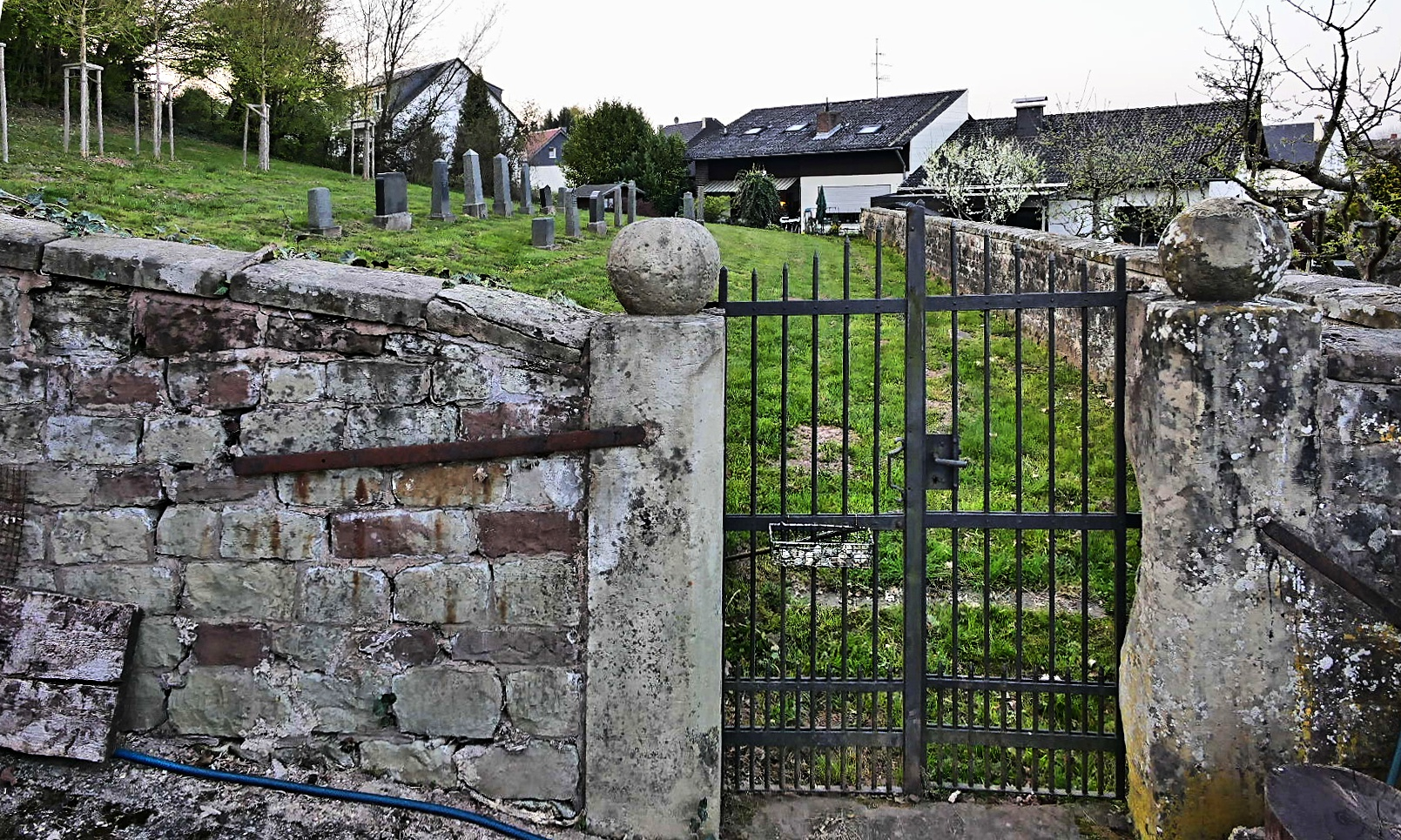
Jüdischer Friedhof

## Wirtschaft und Infrastruktur

### Unternehmen
Das Gewerbegebiet der Ortschaft ist geprägt durch die Fabrikationsstätte für Baugeräte der Volvo Group, die 1994 von der damaligen Firma Zettelmeyer übernommen wurde. Am Standort Konz-Könen produziert das Unternehmen unterschiedliche Maschinentypen.

### Weinbau
Könen verfügte 1970 noch über eine Weinbaufläche von ca. 16 Hektar. Die bewirtschafteten Flächen sind bis 2005 auf wenige Hektar zurückgegangen.

### Verkehr
Durch Könen verläuft die Kreisstraße 112, ehemals Bundesstraße 51. Diese verläuft seit 2017 weiter westlich und dient dabei als Ortsumgehung von Könen.
Auf einer Anhöhe über Könen in Richtung Tawern befindet sich auf 213 Metern Höhe das Segelfluggelände Konz-Könen des Aero-Club Trier & Konz e. V.

## Persönlichkeiten
- Hans Hubert Anton (1936–2024), Historiker